# Batalha do Salto do Uruguai
A batalha do Salto do Uruguai foi um combate naval entre flotilhas brasileira e paraguaia, no rio Uruguai, acima da cidade uruguaia de Salto, a 31 de julho de 1865. Segundo a lista de batalhas da Guerra do Paraguai do livro Dicionário das Batalhas Brasileiras, de Hernâni Donato, esta foi a única batalha da guerra travada em território uruguaio. Na ocasião, o então tenente Floriano Vieira Peixoto, comandava uma improvisada flotilha que patrulhava esta região do prata. Ao seu encontro, vieram várias canoas paraguaias que foram logo afundadas em um ataque rápido e feroz. Esta derrota interrompeu as comunicações entre as colunas invasores do tenente-coronel Antonio de la Cruz Estigarribia, no Brasil, e do major Pedro Duarte, na Argentina.